# 婦女新聞
『婦女新聞』（ふじょしんぶん）は、1900年（明治33年）5月10日、福島四郎によって東京・神田三崎町で創刊され、1942年（昭和17年）2月（2176号）まで続刊された女性週刊誌。当初はわずか4ページの週刊新聞として発刊されたが、後にA4判16ページの雑誌型に改められた。

## 概略
私立中学の国語教師だった福島が26歳のとき、自己資金500円で創刊し、たった1人で編集・営業の仕事をこなした。しかし印刷代の原価計算も知らない福島が、わずか500部の見込み部数しかないのに、いきなり1万部を印刷してしまった、という逸話も残っている。しかし第10号を出したころには、早くも1,000人の固定読者を獲得するに至り、以後、独力で奮闘し、着々と地盤を固めた。
『婦女新聞』は、新進気鋭の女性たちの投書機関として果たした役割も大きかった。投書家の中には、歌人石上露子、米谷照子、原阿佐緒などがいた。
草創期には20代だった下中弥三郎、島中雄三といった記者が編集部で働いている。2人とも後々まで婦人問題に深い理解を示し、婦人の政治的、職業的、恋愛的自由などに関する啓蒙活動に尽力することになったのも福島の影響と思われる。
1982年から1985年にかけて、43年間のすべてを復刻した『婦女新聞　全68巻』が刊行された。

## 主宰者
福島四郎（1874-1945）は小野藩士・福島元嘉の四男として小野町 (兵庫県)で生まれる。11歳で10歳上の長姉を亡くし、この姉の不幸な結婚がのちの婦人問題研究のきっかけとなる。14歳で松岡約斉の家塾で漢籍を学び、21歳で上京して大和田建樹の書生となり、東京専門学校に通う。埼玉県第一中学校教員となるも十代で患った中耳炎の影響で聴覚が衰え、教員生活に不安を感じていた26歳のとき、福沢諭吉の『女大学評論』と出合い、婦人問題に生涯を捧げることを決意、翌年大正天皇が成婚時に一夫一婦制を公言したことを記念して『婦女新聞』を創刊。1902年に結婚し、妻の貞子（1882-1975、小田原藩士・蜂屋昌悦の長女、成女高等女学校卒）を会計係に43年間新聞の発行を続け、女性の経済的自立の重要性を説いた。長男の福島昌夫は中央公論社員、三男の福島杉夫は青山学院大学名誉教授（ドイツ文学）、娘婿に経済学者の西沢基一（西沢吉治の長男で、西沢隆二、松丸志摩三の兄）がいる。